# Jumeaux
Jumeaux település Franciaországban, Puy-de-Dôme megyében. Lakosainak száma 563 fő (2022. január 1.). Jumeaux Vézézoux, Auzat-la-Combelle, Brassac-les-Mines, Esteil és Saint-Jean-Saint-Gervais községekkel határos.

## Népesség
A település népességének változása:
| Lakosok száma | 696  | 647  | 651  | 635  | 612  | 589  | 566  | 564  | 563  |
|               | 2013 | 2015 | 2016 | 2017 | 2018 | 2019 | 2020 | 2021 | 2022 |